# Lave Brahe

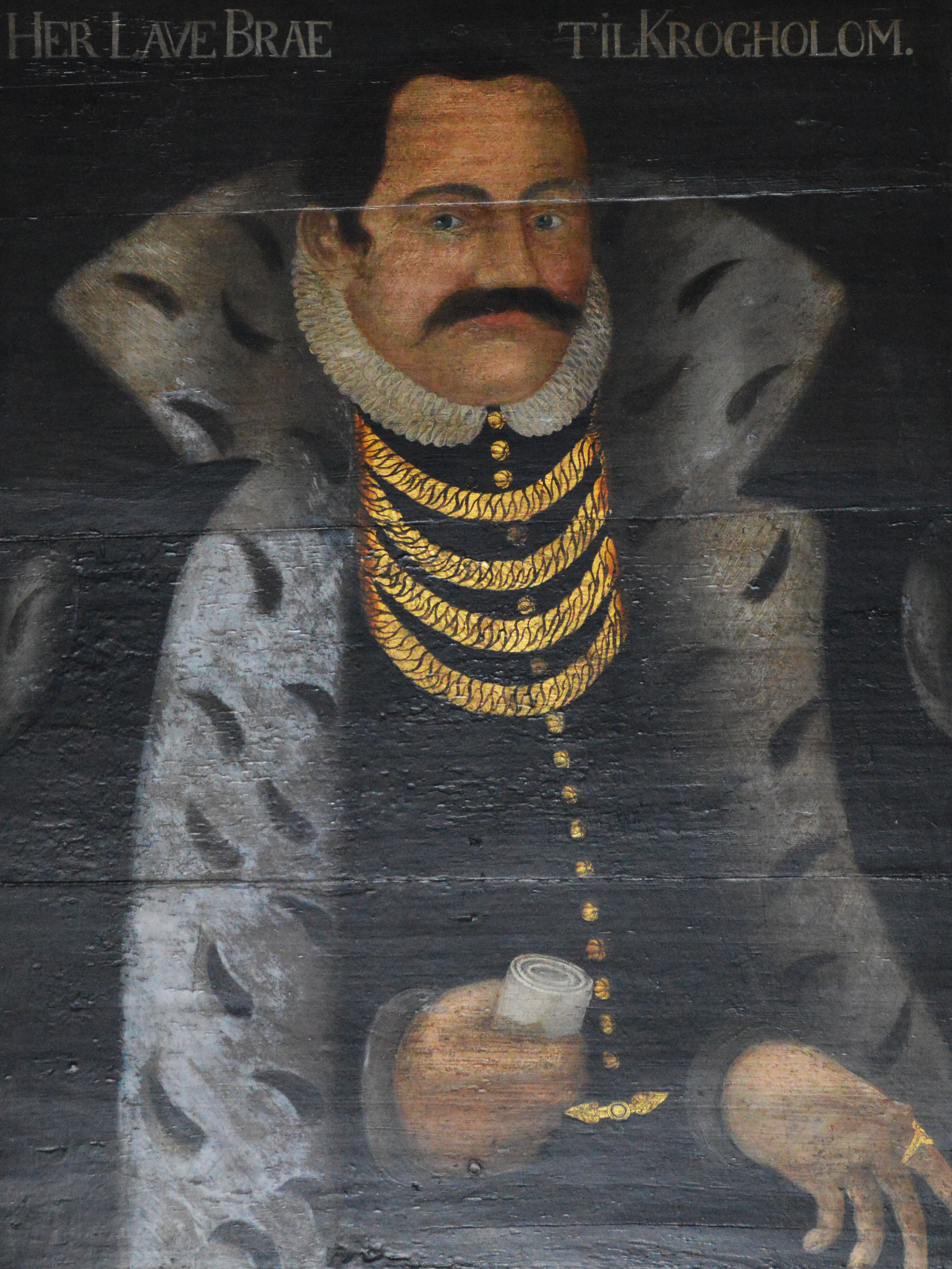
Lave Brahe

Lave Brahe (till Krageholm och Vittskövle) född 1500, död 5 mars 1567 på Krageholm, var en skånsk adelsman och danskt riksråd.
Lave Brahe var son till Axel Axelsen Brahe och Anne Lavesdatter Brock (död 1524). Brahe var följesven 1532 och deltog i slaget vid Öxnebjerg där hans häst blev skjuten under honom och han själv fick ett spjuthugg över näsan vilket innebar att han fick bära ett ärr i ansiktet resten av sitt liv. 1539 var han fodermarsk. Han dubbades till riddare 1545 och blev riksråd 1552, krigskommissarie 1564–65 tillsammans med Peder Bille och Sten Rosensparre. Under Nordiska sjuårskriget ledde han den skånska, själländska och fynska adeln. 
Brahe hade relativt betydande förläningar: 1538–42 Gjelstrup i Odsherred, 1544–67 Fulltofta och Häglinge, 1551–67 Frosta härad, 1565–67 Vefre och Högby i Oxie härad. Efter fadern ärvde han Krageholm i Skåne och vid sitt äktenskap med Görvel Fadersdotter (Sparre), dotter till Fader Nilsson (Sparre) till Hjulsta och Botild Knudsdatter av släkten Tre Rosor, blev han en av Danmarks rikaste adelsmän och ägde gods både i Norge och Sverige. Till Görvels styvsöner, från hennes tidigare äktenskap med Trud Ulfstand, stod han i det fientligaste förhållande. De övade ömsesidigt våld på varandras egendomar, så att kung Kristian III var tvungen att ingripa. Kungen satte riksmarsken Erik Banner på att ordna med förlikning. Förlikningen höll dock inte länge. 1548 ledsagade Brahe med sin styvson Niels, Ulfstandarnas halvbror, prinsessan Anna på hennes bröllopsfärd till Sachsen. På tillbakaresan dog Niels, och Lave Ulfstand, den äldste av bröderna, spred då ryktet att det var Lave Brahe som vållat Niels död. På begravningsdagen trängde Lave Ulfstand tillsammans med sina bröder in i Lunds domkyrka och höll med våld tillbaka kistan när den skulle sänkas ned i graven. De lät sedan öppna den för att se om det var broderns lik och för att avgöra anledningen till hans död. Det visade sig att dödsorsaken var pest. 
Brahe och hustrun är begravna vid Lunds domkyrka.